# Lijst van vissen in Suriname

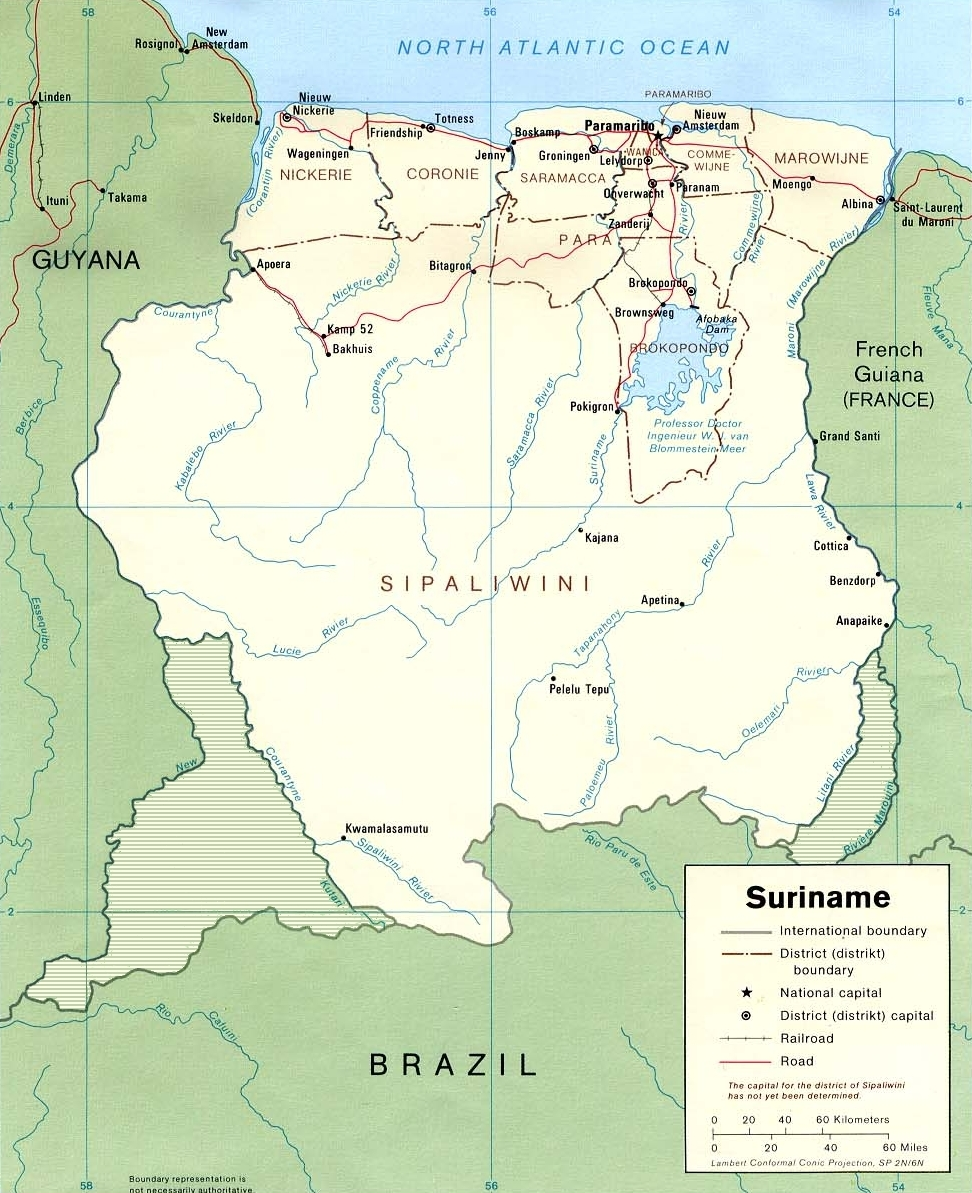
Politieke kaart van Suriname

Dit is een (zeer onvolledige) lijst van vissen die in Suriname voorkomen.
| Ned. naam                                 | Genus & species              | Familie           | Orde              | ref    | Habitat                |
| ----------------------------------------- | ---------------------------- | ----------------- | ----------------- | ------ | ---------------------- |
| Matoeli                                   | Pyrrhulina filamentosa       | Lebiasinidae      | Characiformes     | [ 1 ]  |                        |
| Kwiekwie (Soké)                           | Hoplosternum littorale       | Callichthyidae    | Siluriformes      | [ 2 ]  | Zwamp                  |
| Platkopkwiekwie                           | Callichthys callichthys      | Callichthyidae    | Siluriformes      | [ 3 ]  | Zwamp                  |
| Katrina-kwiekwie, gevlekte pantsermeerval | Megalechis thoracata         | Callichthyidae    | Siluriformes      | [ 3 ]  | Zwamp                  |
| Moroko                                    | Brycon falcatus              | Characidae        | Characiformes     | [ 4 ]  |                        |
| Ruwe zoetwaterrog                         | Potamotrygon orbignyi        | Potamotrygonidae  | Myliobatiformes   | [ 5 ]  | Stuwmeer               |
|                                           | Acestrorhynchus falcatus     | Acestrorhynchidae | Characiformes     | [ 5 ]  | Stuwmeer               |
| Dagufisi                                  | Acestrorhynchus microlepis   | Acestrorhynchidae | Characiformes     | [ 5 ]  | Stuwmeer               |
| Achterlichttetra                          | Bryconops melanurus          | Characidae        | Characiformes     | [ 5 ]  | Stuwmeer               |
|                                           | Curimata cyprinoides         | Curimatidea       | Characiformes     | ,      | Stuwmeer               |
|                                           | Hemiodus argenteus           | Hemiodontidea     | Characiformes     | [ 5 ]  | Stuwmeer               |
|                                           | Hemiodus unimaculatus        | Hemiodontidea     | Characiformes     | [ 5 ]  | Stuwmeer               |
| Kwimata                                   | Prochilodus rubrotaeniatus   | Prochilodontidea  | Characiformes     | [ 5 ]  | Stuwmeer               |
| Roodvinschijfzalm, Koemaroe               | Myloplus rubripinnis         | Serrasalmidae     | Characiformes     | [ 5 ]  | Stuwmeer               |
| Zwarte piranha                            | Serrasalmus rhombeus         | Serrasalmidae     | Characiformes     | [ 5 ]  | Stuwmeer               |
| Pauwoogbaars                              | Cichla ocellaris             | Cichlidae         | Perciformes       | [ 5 ]  | Stuwmeer               |
| Zwartgestreepte kopstaander, kwana        | Leporinus fasciatus          | Anostomidae       | Characiformes     | [ 5 ]  | Stuwmeer               |
| Spotkopstaander, warakoe                  | Leporinus friderici          | Anostomidae       | Characiformes     | [ 5 ]  | Stuwmeer               |
|                                           | Hemigrammus boesemani        | Characidea        | Characiformes     | ,      | Stuwmeer               |
|                                           | Jupiaba polylepis            | Characidea        | Characiformes     | [ 5 ]  | Stuwmeer               |
|                                           | Moenkhausia grandisquamis    | Characidea        | Characiformes     | [ 5 ]  | Stuwmeer               |
| Tjongobe                                  | Poptella brevispina          | Characidea        | Characiformes     | [ 5 ]  | Stuwmeer               |
|                                           | Roeboides affinis            | Characidea        | Characiformes     | [ 5 ]  | Stuwmeer               |
| Pataka                                    | Hoplias malabaricus          | Erythrinidae      | Characiformes     | [ 5 ]  | Stuwmeer               |
|                                           | Bivibranchia simulata        | Hemiodontidae     | Characiformes     | [ 5 ]  | Stuwmeer               |
| Grijze mesvis, logologo                   | Sternopygus macrurus         | Sternopygidae     | Gymnotiformes     | [ 5 ]  | Stuwmeer               |
| Gestreepte doornmeerval                   | Platydoras costatus          | Doradidae         | Siluriformes      | [ 5 ]  | Stuwmeer               |
| Jakkie, djaki                             | Rhamdia quelen               | Heptapteridae     | Siluriformes      | [ 5 ]  | Stuwmeer               |
|                                           | Hypostomus surinamensis      | Loricariidae      | Siluriformes      | [ 5 ]  | Stuwmeer               |
|                                           | Loricariichthys maculatus    | Loricariidae      | Siluriformes      | [ 5 ]  | Stuwmeer               |
| Koemaparoe                                | Cichlasoma bimaculatum       | Cichlidae         | Perciformes       | [ 5 ]  | Stuwmeer               |
|                                           | Crenicichla multispinosa     | Cichlidae         | Perciformes       | [ 5 ]  | Stuwmeer               |
| Ringstaartsnoekcichlide                   | Crenicichla saxatilis        | Cichlidae         | Perciformes       | [ 5 ]  | Stuwmeer               |
| Datrafisi                                 | Geophagus surinamensis       | Cichlidae         | Perciformes       | [ 5 ]  | Stuwmeer               |
| Owroewefi, oud wijf                       | Guianacara owroewefi         | Cichlidae         | Perciformes       | [ 5 ]  | Stuwmeer               |
|                                           | Krobia guianensis            | Cichlidae         | Perciformes       | [ 5 ]  | Stuwmeer               |
|                                           | Schizodon fasciatus          | Anostomidae       | Characiformes     | [ 5 ]  | Stuwmeer               |
| Gebochelde karperzalm                     | Charax gibbosus              | Characidae        | Characiformes     | [ 5 ]  | Stuwmeer               |
|                                           | Cynodon meionactis           | Cynodontidae      | Characiformes     | [ 5 ]  | Stuwmeer               |
|                                           | Plagioscion squamosissimus   | Sciaenidae        | Perciformes       | [ 5 ]  | Stuwmeer               |
| Spatzalm                                  | Copella arnoldi              | Lebiasinidae      | Characiformes     | [ 7 ]  |                        |
|                                           | Myleus setiger               | Serrasalmidae     | Characiformes     | [ 7 ]  |                        |
|                                           | Pristobrycon striolatus      | Serrasalmidae     | Characiformes     | [ 7 ]  |                        |
| Gouden piranha                            | Pygopristis denticulata      | Serrasalmidae     | Characiformes     | [ 7 ]  |                        |
|                                           | Serrasalmus eigenmanni       | Serrasalmidae     | Characiformes     | [ 7 ]  |                        |
|                                           | Cynopotamus essequibensis    | Characidae        | Characiformes     | [ 7 ]  |                        |
|                                           | Phenacogaster microstictus   | Characidae        | Characiformes     | [ 7 ]  |                        |
| Discustetra                               | Brachychalcinus orbicularis  | Characidae        | Characiformes     | [ 7 ]  |                        |
|                                           | Poptella longipinnis         | Characidae        | Characiformes     | [ 7 ]  |                        |
|                                           | Tetragonopterus chalceus     | Characidae        | Characiformes     | [ 7 ]  |                        |
| Witte koebi                               | Plagioscion surinamensis     | Sciaenidae        | Perciformes       | [ 7 ]  |                        |
|                                           | Bryconops affinis            | Characidae        | Characiformes     | [ 9 ]  |                        |
|                                           | Bryconops caudomaculatus     | Characidae        | Characiformes     | [ 9 ]  |                        |
|                                           | Chalceus macrolepidotus      | Characidae        | Characiformes     | [ 9 ]  |                        |
|                                           | Hyphessobrycon borealis      | Characidae        | Characiformes     | [ 6 ]  |                        |
|                                           | Hyphessobrycon copelandi     | Characidae        | Characiformes     | [ 6 ]  |                        |
|                                           | Hyphessobrycon georgettae    | Characidae        | Characiformes     | [ 6 ]  |                        |
|                                           | Hyphessobrycon minor         | Characidae        | Characiformes     | [ 6 ]  |                        |
| Roze tetra                                | Hyphessobrycon rosaceus      | Characidae        | Characiformes     | [ 6 ]  |                        |
| Gele fantoomzalm                          | Hyphessobrycon roseus        | Characidae        | Characiformes     | [ 6 ]  |                        |
|                                           | Hyphessobrycon simulatus     | Characidae        | Characiformes     | [ 6 ]  |                        |
|                                           | Farlowella reticulata        | Locariidae        | Siluriformes      | [ 6 ]  |                        |
|                                           | Farlowella rugosa            | Locariidae        | Siluriformes      | [ 6 ]  |                        |
| Glansstreepzalm                           | Hemigrammus bellottii        | Characidae        | Characiformes     | [ 6 ]  |                        |
|                                           | Hemigrammus guyanensis       | Characidae        | Characiformes     | [ 6 ]  |                        |
|                                           | Hemigrammus lunatus          | Characidae        | Characiformes     | [ 6 ]  |                        |
| Lichtvisje                                | Hemigrammus ocellifer        | Characidae        | Characiformes     | [ 6 ]  |                        |
|                                           | Hemigrammus orthus           | Characidae        | Characiformes     | [ 6 ]  |                        |
| Goudtetra                                 | Hemigrammus rodwayi          | Characidae        | Characiformes     | [ 6 ]  |                        |
| Vinstreepzalm                             | Hemigrammus unilineatus      | Characidae        | Characiformes     | [ 6 ]  |                        |
|                                           | Leporinus apollo             | Anostomidae       | Characiformes     | [ 6 ]  |                        |
|                                           | Leporinus arcus              | Anostomidae       | Characiformes     | [ 6 ]  |                        |
|                                           | Leporinus gossei             | Anostomidae       | Characiformes     | [ 6 ]  |                        |
|                                           | Leporinus granti             | Anostomidae       | Characiformes     | [ 6 ]  |                        |
|                                           | Leporinus lebaili            | Anostomidae       | Characiformes     | [ 6 ]  |                        |
|                                           | Leporinus maculatus          | Anostomidae       | Characiformes     | [ 6 ]  |                        |
|                                           | Leporinus nijsseni           | Anostomidae       | Characiformes     | [ 6 ]  |                        |
|                                           | Curimatopsis crypticus       | Curimatidae       | Characiformes     | [ 6 ]  |                        |
|                                           | Cyphocharax biocellatus      | Curimatidae       | Characiformes     | [ 6 ]  |                        |
|                                           | Cyphocharax helleri          | Curimatidae       | Characiformes     | [ 6 ]  |                        |
|                                           | Cyphocharax microcephalus    | Curimatidae       | Characiformes     | [ 6 ]  |                        |
|                                           | Cyphocharax punctatus        | Curimatidae       | Characiformes     | [ 6 ]  |                        |
|                                           | Cyphocharax spilurus         | Curimatidae       | Characiformes     | [ 6 ]  |                        |
| Groot-tandzaagvis                         | Pristis perotteti            | Pristidae         | Pristiformes      | [ 6 ]  |                        |
|                                           | Potamotrygon boesemani       | Potamotrygonidae  | Myiliobatiformes  | [ 6 ]  |                        |
|                                           | Potamotrygon marinae         | Potamotrygonidae  | Myiliobatiformes  | [ 6 ]  |                        |
| Trapoen                                   | Megalops atlanticus          | Megalopidae       | Elopiformes       | [ 6 ]  |                        |
| Tienponder                                | Elops saurus                 | Elopidae          | Elopiformes       | [ 6 ]  |                        |
| Gratenvis                                 | Albula vulpes                | Albulidae         | Albuliformes      | [ 10 ] | Kustwateren            |
|                                           | Cynoponticus savanna         | Muraenesocidae    | Anguilliformes    | [ 10 ] | Kustwateren            |
|                                           | Hoplunnis sp.                | Nettastomatidae   | Anguilliformes    | [ 10 ] | Kustwateren            |
|                                           | Ophichthus cylindroideus     | Ophichthidae      | Anguilliformes    | [ 10 ] | Kustwateren            |
|                                           | Saurida caribbaea            | Synodontidae      | Aulopiformes      | [ 10 ] | Kustwateren            |
|                                           | Synodus foetens              | Synodontidae      | Aulopiformes      | [ 10 ] | Kustwateren            |
|                                           | Trachinocephalus myops       | Synodontidae      | Aulopiformes      | [ 10 ] | Kustwateren            |
| Lompoe                                    | Batrachoides surinamensis    | Batrachoididae    | Batrachoidiformes | [ 10 ] | Kustwateren            |
|                                           | Porichthys plectrodon        | Batrachoididae    | Batrachoidiformes | [ 10 ] | Kustwateren            |
| Kleinoogtoonhaai                          | Mustelus higmani             | Triakidae         | Carcharhiniformes | [ 10 ] | Kustwateren            |
|                                           | Harengula jaguana            | Clupeidae         | Clupeiformes      | [ 10 ] | Kustwateren            |
|                                           | Anchoa spinifer              | Engraulidae       | Clupeiformes      | [ 10 ] | Kustwateren            |
|                                           | Anchovia surinamensis        | Engraulidae       | Clupeiformes      | [ 10 ] | Kustwateren            |
|                                           | Anchoviella lepidentostole   | Engraulidae       | Clupeiformes      | [ 10 ] | Kustwateren            |
|                                           | Pterengraulis atherinoides   | Engraulidae       | Clupeiformes      | [ 10 ] | Kustwateren            |
|                                           | Odontognathus mucronatus     | Pristigasteridae  | Clupeiformes      | [ 10 ] | Kustwateren            |
|                                           | Pellona flavipinnis          | Pristigasteridae  | Clupeiformes      | [ 10 ] | Kustwateren            |
|                                           | Ogcocephalus sp.             | Ogcocephalidae    | Lophiiformes      | [ 10 ] | Kustwateren            |
| Paardmakreel                              | Caranx hippos                | Carangidae        | Perciformes       | [ 10 ] | Kustwateren            |
| Bijlhorsmakreel                           | Chloroscombrus chrysurus     | Carangidae        | Perciformes       | [ 10 ] | Kustwateren            |
|                                           | Oligoplites saliens          | Carangidae        | Perciformes       | [ 10 ] | Kustwateren            |
|                                           | Selene brownii               | Carangidae        | Perciformes       | [ 10 ] | Kustwateren            |
| Neerkijker                                | Selene vomer                 | Carangidae        | Perciformes       | [ 10 ] | Kustwateren            |
|                                           | Trachinotus cayennensis      | Carangidae        | Perciformes       | [ 10 ] | Kustwateren            |
|                                           | Centropomus ensiferus        | Centropomidae     | Perciformes       | [ 10 ] | Kustwateren            |
|                                           | Centropomus parallelus       | Centropomidae     | Perciformes       | [ 10 ] | Kustwateren            |
|                                           | Chaetodipterus faber         | Ephippidae        | Perciformes       | [ 10 ] | Kustwateren            |
|                                           | Diapterus auratus            | Gerreidae         | Perciformes       | [ 10 ] | Kustwateren            |
|                                           | Gobionellus oceanicus        | Gobiidae          | Perciformes       | [ 10 ] | Kustwateren            |
| Gestreepte knorvis                        | Conodon nobilis              | Haemulidae        | Perciformes       | [ 10 ] | Kustwateren            |
|                                           | Genyatremus luteus           | Haemulidae        | Perciformes       | [ 10 ] | Kustwateren            |
|                                           | Haemulon boschmae            | Haemulidae        | Perciformes       | [ 10 ] | Kustwateren            |
|                                           | Orthopristis ruber           | Haemulidae        | Perciformes       | [ 10 ] | Kustwateren            |
|                                           | Pomadasys corvinaeformis     | Haemulidae        | Perciformes       | [ 10 ] | Kustwateren            |
| Bastaardbaars                             | Lutjanus jocu                | Lutjanidae        | Perciformes       | [ 10 ] | Kustwateren            |
|                                           | Lutjanus purpureus           | Lutjanidae        | Perciformes       | [ 10 ] | Kustwateren            |
|                                           | Lutjanus synagris            | Lutjanidae        | Perciformes       | [ 10 ] | Kustwateren            |
|                                           | Upeneus parvus               | Mullidae          | Perciformes       | [ 10 ] | Kustwateren            |
|                                           | Polydactylus oligodon        | Polynemidae       | Perciformes       | [ 10 ] | Kustwateren            |
| Sardijntje                                | Polydactylus virginicus      | Polynemidae       | Perciformes       | [ 10 ] | Kustwateren            |
| Grootoog                                  | Priacanthus arenatus         | Priacanthidae     | Perciformes       | [ 10 ] | Kustwateren            |
|                                           | Ctenosciaena gracilicirrhus  | Sciaenidae        | Perciformes       | [ 10 ] | Kustwateren            |
|                                           | Cynoscion jamaicensis        | Sciaenidae        | Perciformes       | [ 10 ] | Kustwateren            |
|                                           | Cynoscion microlepidotus     | Sciaenidae        | Perciformes       | [ 10 ] | Kustwateren            |
| Adelaarsvis                               | Cynoscion virescens          | Sciaenidae        | Perciformes       | [ 10 ] | Kustwateren            |
| blakatere                                 | Cynoscion steindachneri      | Sciaenidae        | Perciformes       | [ 11 ] | Brakwater              |
|                                           | Isopisthus parvipinnis       | Sciaenidae        | Perciformes       | [ 10 ] | Kustwateren            |
|                                           | Larimus breviceps            | Sciaenidae        | Perciformes       | [ 10 ] | Kustwateren            |
|                                           | Lonchurus elegans            | Sciaenidae        | Perciformes       | [ 10 ] | Kustwateren            |
|                                           | Lonchurus lanceolatus        | Sciaenidae        | Perciformes       | [ 10 ] | Kustwateren            |
|                                           | Macrodon ancylodon           | Sciaenidae        | Perciformes       | [ 10 ] | Kustwateren            |
| Koningsombervis                           | Menticirrhus americanus      | Sciaenidae        | Perciformes       | [ 10 ] | Kustwateren            |
|                                           | Micropogonias furnieri       | Sciaenidae        | Perciformes       | [ 10 ] | Kustwateren            |
| Kleinoogombervis, botervis                | Nebris microps               | Sciaenidae        | Perciformes       | [ 10 ] | Kustwateren            |
|                                           | Paralonchurus brasiliensis   | Sciaenidae        | Perciformes       | [ 10 ] | Kustwateren            |
|                                           | Plagioscion auratus          | Sciaenidae        | Perciformes       | [ 10 ] | Kustwateren            |
| Stonkubi                                  | Stellifer microps            | Sciaenidae        | Perciformes       | [ 10 ] | Kustwateren            |
| Krorokroro                                | Stellifer rastrifer          | Sciaenidae        | Perciformes       | [ 10 ] | Kustwateren            |
|                                           | Scomberomorus brasiliensis   | Scombridae        | Perciformes       | [ 10 ] | Kustwateren            |
| Zandbaars                                 | Diplectrum formosum          | Serranidae        | Perciformes       | [ 10 ] | Kustwateren            |
|                                           | Diplectrum radiale           | Serranidae        | Perciformes       | [ 10 ] | Kustwateren            |
|                                           | Calamus penna                | Sparidae          | Perciformes       | [ 10 ] | Kustwateren            |
|                                           | Peprilus paru                | Stromateidae      | Perciformes       | [ 10 ] | Kustwateren            |
|                                           | Trichiurus lepturus          | Trichiuridae      | Perciformes       | [ 10 ] | Kustwateren            |
| Boki                                      | Achirus achirus              | Achiridae         | Pleuronectiformes | [ 10 ] | Kustwateren            |
|                                           | Apionichthys dumerili        | Achiridae         | Pleuronectiformes | [ 10 ] | Kustwateren            |
|                                           | Bothus ocellatus             | Bothidae          | Pleuronectiformes | [ 10 ] | Kustwateren            |
|                                           | Symphurus plagusia           | Cynoglossidae     | Pleuronectiformes | [ 10 ] | Kustwateren            |
|                                           | Syacium papillosum           | Paralichthyidae   | Pleuronectiformes | [ 10 ] | Kustwateren            |
|                                           | Dasyatis americana           | Dasyatidae        | Rajiformes        | [ 10 ] | Kustwateren            |
|                                           | Dasyatis geijskesi           | Dasyatidae        | Rajiformes        | [ 10 ] | Kustwateren            |
| Langsnuitpijlstaartrog                    | Dasyatis guttata             | Dasyatidae        | Rajiformes        | [ 10 ] | Kustwateren            |
|                                           | Gymnura micrura              | Gymnuridae        | Rajiformes        | [ 10 ] | Kustwateren            |
|                                           | Rhinoptera bonasus           | Myliobatidae      | Rajiformes        | [ 10 ] | Kustwateren            |
|                                           | Rhinobatos percellens        | Rhinobatidae      | Rajiformes        | [ 10 ] | Kustwateren            |
|                                           | Urotrygon microphthalmum     | Urotrygonidae     | Rajiformes        | [ 10 ] | Kustwateren            |
|                                           | Dactylopterus volitans       | Dactylopteridae   | Scorpaeniformes   | [ 10 ] | Kustwateren            |
|                                           | Scorpaena sp.                | Scorpaenidae      | Scorpaeniformes   | [ 10 ] | Kustwateren            |
|                                           | Prionotus punctatus          | Triglidae         | Scorpaeniformes   | [ 10 ] | Kustwateren            |
|                                           | Amphiarius phrygiatus        | Ariidae           | Siluriformes      | [ 10 ] | Kustwateren            |
|                                           | Amphiarius rugispinis        | Ariidae           | Siluriformes      | [ 10 ] | Kustwateren            |
|                                           | Aspistor quadriscutis        | Ariidae           | Siluriformes      | [ 10 ] | Kustwateren            |
| Koperzuiger, barbaman                     | Bagre bagre                  | Ariidae           | Siluriformes      | [ 10 ] | Kustwateren            |
|                                           | Notarius grandicassis        | Ariidae           | Siluriformes      | [ 10 ] | Kustwateren            |
| Koemakoema                                | Sciades couma                | Ariidae           | Siluriformes      | [ 10 ] | Kustwateren            |
|                                           | Sciades herzbergii           | Ariidae           | Siluriformes      | [ 10 ] | Kustwateren            |
| Geelbagger                                | Sciades parkeri              | Ariidae           | Siluriformes      | [ 10 ] | Kustwateren            |
|                                           | Sciades passany              | Ariidae           | Siluriformes      | [ 10 ] | Kustwateren            |
| Christusvis, koepila                      | Sciades proops               | Ariidae           | Siluriformes      | [ 10 ] | Kustwateren            |
|                                           | Aspredo aspredo              | Aspredinidae      | Siluriformes      | [ 10 ] | Kustwateren            |
|                                           | Pseudauchenipterus nodosus   | Auchenipteridae   | Siluriformes      | [ 10 ] | Kustwateren            |
| Net-egelvis                               | Chilomycterus antillarum     | Diodontidae       | Tetraodontiformes | [ 10 ] | Kustwateren            |
|                                           | Stephanolepis hispidus       | Monacanthidae     | Tetraodontiformes | [ 10 ] | Kustwateren            |
|                                           | Acanthostracion quadricornis | Ostraciidae       | Tetraodontiformes | [ 10 ] | Kustwateren            |
|                                           | Colomesus psittacus          | Tetraodontidae    | Tetraodontiformes | [ 10 ] | Kustwateren            |
|                                           | Lagocephalus laevigatus      | Tetraodontidae    | Tetraodontiformes | [ 10 ] | Kustwateren            |
|                                           | Sphoeroides testudineus      | Tetraodontidae    | Tetraodontiformes | [ 10 ] | Kustwateren            |
| Kleine stroomrog                          | Narcine bancroftii           | Narcinidae        | Torpediniformes   | [ 10 ] | Kustwateren            |
|                                           | Harttia guianensis           | Loricariidae      | Siluriformes      | [ 6 ]  | Marowijne              |
|                                           | Parotocinclus britskii       | Loricariidae      | Siluriformes      | [ 6 ]  | Boskreekjes            |
|                                           | Corydoras surinamensis       | Callichthyidae    | Siluriformes      | [ 6 ]  | Boskreekjes, Saramacca |
| Zwampaal                                  | Synbranchus marmoratus       | Synbranchidae     | Synbranchiformes  | [ 6 ]  | Zwamp                  |
|                                           | Harttiella crassicauda       | Loricariidae      | Siluriformes      | [ 12 ] | Nassaugebergte         |
| Kwasimama                                 | Hypophthalmus marginatus     | Pimelodidae       | Siluriformes      | [ 6 ]  |                        |